# Hostokryje
Hostokryje (verouderd: Hostokreje) is een klein dorp, kadastrale gemeente en deelgemeente in de Tsjechische vlek (městys) Senomaty. Hostokryje telt 123 inwoners (2021).

## Geschiedenis
- 1388 – De eerste schriftelijke vermelding van Hostokryje.
- 1980 – Hostokryje wordt geannexeerd door de gemeente Senomaty.
- 1990 – Hostokryje wordt opnieuw een zelfstandige gemeente.
- 2002 – Hostokryje wordt opnieuw geannexeerd door de gemeente Senomaty.[2]